# Кулуари
Кулуари (від фр. couloir — коридор) — підсобні приміщення, коридори і бічні зали в будівлі парламенту, установ, театрів, концертних залів. Використовуються для відпочинку учасників засідань і відвідувачів в перервах, антрактах. Також в цих приміщеннях проходять неофіційні зустрічі і обмін думками, працюють журналісти.
У буквальному значенні слово вийшло з ужитку.
Вираз «в кулуарах» застосовується також для характеристики закулісних угод, скоєних в законодавчих установах представниками правлячих кіл, близькими до депутатів або урядовим сановникам.
В переносному значенні «Кулуарна обстановка» — неофіційна, без протоколу.
| Доричний ордер | Це незавершена стаття про архітектуру. Ви можете допомогти проєкту, виправивши або дописавши її. |